# روبرت إيفرت كويل
روبرت إيفرت كويل (بالإنجليزية: Robert Everett Coyle)‏ هو قاضي ومحامي أمريكي، ولد في 6 مايو 1930 في فريسنو في الولايات المتحدة، وتوفي بنفس المكان في 7 مايو 2012.